# Gare de Kurume
La gare de Kurume (久留米駅, Kurume-eki) est une gare ferroviaire de la ville de Kurume, dans la préfecture de Fukuoka, au Japon. Elle est desservie par la ligne Shinkansen Kyūshū et deux lignes classiques de la compagnie JR Kyushu.

## Situation ferroviaire
La gare de Kurume est située au point kilométrique (PK) 35,7 de la ligne Shinkansen Kyūshū et au PK 113,9 de la ligne principale Kagoshima. Elle marque le début de la ligne principale Kyūdai.

## Histoire
La gare a été inaugurée le 1er mars 1890.

## Service des voyageurs

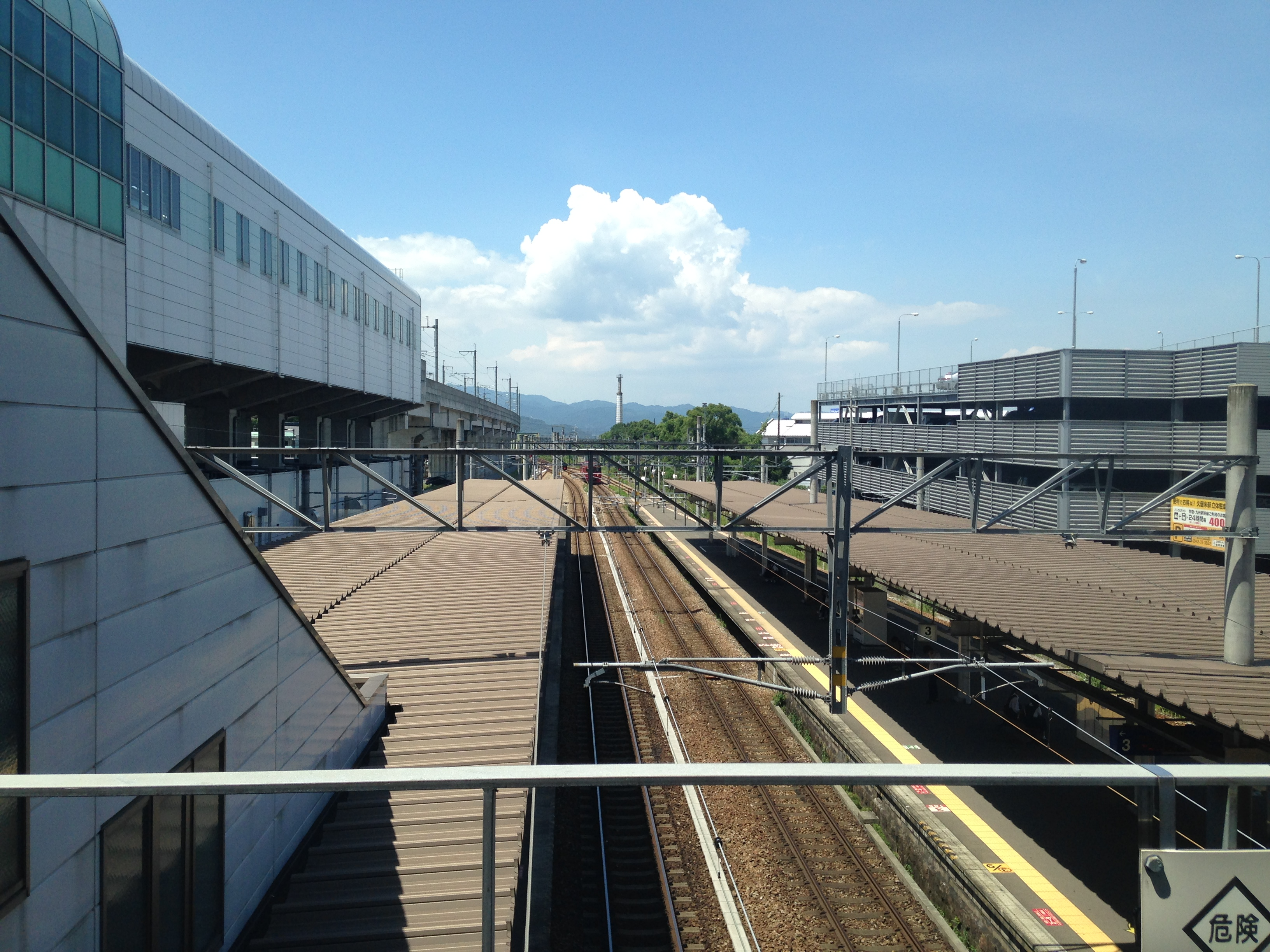
Vue des quais.

### Accueil
La gare dispose d'un bâtiment voyageurs ouvert tous les jours, avec des guichets et des automates pour l'achat de titres de transport.

### Desserte
- Ligne principale Kagoshima :
  - voies 1 et 3 : direction Ōmuta et Kumamoto
  - voies 4 et 5 : direction Tosu et Hakata
- Ligne principale Kyūdai :
  - voies 1 à 3 : direction Hita et Ōita
- Ligne Shinkansen Kyūshū
  - voie 11 : direction Hakata et Shin-Osaka
  - voie 12 : direction Kumamoto et Kagoshima-Chūō